# 三遊亭金翁 (2代目)
三遊亭 金翁（さんゆうてい きんおう、1929年〈昭和4年〉3月19日 - 2022年〈令和4年〉8月27日）は、東京都江東区出身の落語家。落語協会顧問、日本演芸家連合五代目会長、日本芸能実演家団体協議会顧問。本名は松本 龍典。出囃子は『翁千歳三番叟』。前名の三遊亭金馬としては四代目。
柳家小袁治による「当代金馬は、自分の大師匠を知っている大ベテラン」との発言からも窺える通、令和期まで生きた唯一の戦中入門の落語家であった。

## 芸歴
- 1941年7月 - 三代目三遊亭金馬に入門[2]。前座名「金時」。
- 1945年 - 二ツ目昇進、｢小金馬」に改名。
- 1958年 - 真打昇進。
- 1967年 - 「四代目三遊亭金馬」を襲名。
- 2020年9月21日 - 「三遊亭金翁」を襲名。
- 2022年8月27日 - 死去[3]、93歳没。

## 役職

### 落語協会
- 常任理事（1967年 - 2010年）
- 顧問（2010年 - 2022年）

### 日本演芸家連合
- 理事（1967年 - 2004年）
- 会長（2004年 - 2017年）
- 名誉会長（2017年 - 2022年）

## 来歴
子供の頃は兵隊に憧れ予科練を夢見たが、柳家金語楼のSPレコードを聴いたことで落語に興味を持つようになる。家族や近所の人に落語を披露しては爆笑をとっていた。
1941年7月、小学校卒業の12歳のとき、寄席の支配人の伝手で三代目三遊亭金馬に入門。少年落語家・山遊亭金時として初高座を踏む。1945年終戦直後の8月18日に、二ツ目昇進。三遊亭小金馬と改名。小金馬時代にはコキンホースという競走馬の馬主でもあった。
落語のほか余技として腹話術もこなし、相棒となった腹話術人形の「ター坊」は小金馬（金馬）が結婚式、真打昇進パーティー、銀婚式、金婚式を開催した縁から、2013年よりビアホールライオン銀座7丁目店の「名誉支配人」として展示されている。
1953年、日本テレビ開局記念番組放送中、放送事故が発生。急遽、小金馬、二代目三遊亭歌奴、一龍齋貞鳳、三代目江戸家猫八の4人で即興のインチキプロレス（プロレスコント）を放送。開局祝賀会場は爆笑の渦に包まれた。これを見た同局社長・正力松太郎の指示により、直ちに彼らをメインとしたレギュラー番組が作られた。いわば金馬は、元祖テレビバラエティータレントである。1955年、歌奴を除く3人をメインにNHKに引き抜かれる形で『お笑い三人組』がスタート。国民的番組となる。このため、これらを知っている世代には未だに前々名の「小金馬」の名が通用する場合がある。プラモデルファンで、テレビ放送初期にプラモデルの番組『陸と海と空』（フジテレビ）の司会をしていた。
1958年3月、真打昇進。1967年3月、三代目の三回忌に四代目三遊亭金馬を襲名。同年、落語協会常任理事に就任する。
1969年11月9日から1970年6月14日まで『笑点』の大喜利メンバーを務める。加入時の満年齢は40歳であり、2006年に春風亭昇太（当時46歳）が加入するまでは新加入最高齢者であった。『お笑い三人組』で人気者になっていたため、休演も数回あった。
国立演芸場開設に尽力した功労者であり、1970年には芸術祭優秀賞を受賞し、警視総監表彰を受けた。三代目古今亭志ん朝没後、志ん朝の手掛けていた夏の「住吉踊り」を承継。毎年8月、浅草演芸ホールの中席で披露していたが、膝を痛めたことと、高齢のために引退。
『お笑い三人組』で共演した桜京美の病死が判明した1989年1月6日には、「もっと会って話をしておけばよかった」というコメントを寄せて桜を偲んだ。
2010年代以降は膝を悪くし、釈台を置いて落語を演じている。愛嬌のある笑顔と独特のダミ声は健在であった。
2017年9月6日・7日にBSフジのクイズバラエティ番組『クイズ！脳ベルSHOW』に出演。番組出演者の中では今までの最高齢（89歳）でありながら優秀な成績をおさめ、週末のチャンピオン大会にも出場。2018年6月6日には「おもしろ選抜脳ベル選手権2018」80代部門に出演し、2019年7月4日には番組のレギュラー放送500回を記念してお祝いメッセージを寄せる。同年9月25日・26日には再びスタジオに出場、再度27日のチャンピオン大会にも出演した。また、2020年8月28日には「聞けば納得クイズ!何でそうなった!?」に出題者として三遊亭金時とともにVTR出演。生前最後の出演となったのは、2022年5月18日・19日。
2018年7月、東京都内の自宅で呼吸が苦しくなり、異変に気づいた娘（次女）が救急車を呼び病院に搬送される。心不全と脳梗塞を発症したためだという。数日間意識が戻らず、一時はICU（集中治療室）に入院したものの、2019年の鈴本演芸場正月興行で高座復帰を果たした。
2019年6月、自身の健康状態も考慮し、翌2020年秋に「三遊亭金馬」の名跡を次男の三遊亭金時に譲り、自身は隠居名となる「三遊亭金翁」を襲名することが明らかになった。2020年9月21日、鈴本演芸場での自身と息子の五代三遊亭金馬襲名披露興行初日を以て正式に三遊亭金翁を襲名した。その後も寄席を中心に出演を続け、2021年10月30日には鈴本演芸場で「三遊亭金翁芸歴80周年記念の会」を行った。また、コロナ禍においても自身のYouTubeチャンネル「金翁ロードショー」を通じてオンラインでの落語配信に取り組むなど、最晩年まで噺家として精力的に活動したが、生前最後の定席出演は2022年1月19日、新宿末廣亭の高座となった。最後の落語会出演は同年2月20日、千葉県成田市で行われた孫弟子（3代目三遊亭小金馬の弟子）にあたる4代目三遊亭金朝の落語会で『ねぎまの殿様』を演じた。
2022年8月26日夜、寝室で寝たまま心肺停止、翌27日1時33分、心不全のため死去した。93歳没。実子である5代目金馬はメディアの取材に対し「兄（長男）から急報を受けて深夜に病院に駆け付けたが、既に冷たくなっていた」と話している。訃報は、共同通信が27日の午前6時前に第一報を発信している。
代々幡斎場で近親者と関係者のみによる通夜が9月3日に、葬儀・告別式が9月4日に執り行われた。戒名は「観芸院噺翁龍道居士」。
所属する落語協会では、生前7月11日に収録した謝楽祭（ファン感謝祭）配信用のインタビューを、息子の5代目金馬の挨拶とおことわりのテロップを入れた上で「謝楽祭 金翁ロードショー」として、謝楽祭かつ告別式翌日の9月5日から期間限定公開した。

## 持ちネタ
- 阿武松
- 孝行糖
- 愛宕山
- 親子酒
- 芝浜
- 試し酒
- 藪入り
- 権兵衛狸

など、先代の演目を多く引き継いでいる。
『子なさせ地蔵』などの新作落語を演じることもある。

## 主な出演作

### ラジオ
- お笑い三人組（1955年11月 - 1960年3月、NHKラジオ第1）
- 芸能ダイヤル「三人のジョッキー」（1964年4月12日 - 1965年4月4日、NHKラジオ第1）

### テレビ
- お笑い三人組（1956年11月 - 1966年3月、NHK）
- 陸と海と空　(1959年 - 1961 年、フジテレビ) - 司会　マルサン提供
- ミスター・エド（1962年10月22日 - 1964年4月13日、フジテレビ） - エド 役（日本語吹替）
- 青春とはなんだ（1965年10月24日 - 1966年11月13日、日本テレビ） - 寺田勇作の父・寺田清作 役
- これが青春だ（1966年11月20日 - 1967年10月22日、日本テレビ） - 出目二郎の父・出目太吉 役 *第25話より三遊亭金馬に改名
- でっかい青春（1967年10月29日 - 1968年10月13日、日本テレビ） - 猿田小助の父 役
- ニホンサカリ・アワー チャレンジショー（1968年10月5日 - 1969年3月29日、毎日放送） - 司会
- 進め！青春（1968年10月20日 - 1968年12月29日、日本テレビ） - 木村豊の父 役
- 笑点（1969年11月9日 - 1970年6月14日、日本テレビ） - 大喜利コーナー
- クイズ!脳ベルSHOW（BSフジ）

### 映画
- 喜劇 駅前競馬（1966年、東宝)
- 新・与太郎戦記（1969年、大映） - 植木衛生兵長 役
- バツグン女子高校生 16才は感じちゃう（1970年、東宝） - 矢田修平 役
- バツグン女子高校生 そっとしといて16才（1970年、東宝） - 小林佐助 役
- 親子ねずみの不思議な旅（1978年、ヘラルド映画） - カエル 役（日本語吹替）
- ピーマン80（1979年、東宝） - 江戸ッ子 役
- もういちど（2014年、マイシアター/ライブ・ビューイング・ジャパン）

### 吹き替え
- トムとジェリー（1964年 - 1990年、TBSテレビ） - クマのバーニー 役
- 少年シンドバッド（1965年 - 1966年、日本テレビ） - ソルティ 役

## 追悼番組

### テレビ
- 日本の話芸（NHK教育、2022年9月4日）「淀五郎」
- 寄席チャンネル（2022年9月）「地見屋」「御神酒徳利」「品川心中」[21]

### ラジオ
- 真打ち競演「三遊亭金翁さんを偲んで」（NHK第一、2022年9月17日）「ねぎまの殿様」「藪入り」
- ラジオ深夜便「ラジオ深夜便アーカイブス【三遊亭金翁さんをしのんで】金馬９０歳の復活　前編・後編（2019年3月19日の再放送）」（NHK、2022年9月26日・27日）

## 著書
- 落語東京名所図絵（1976年、講談社） ※共著
- 金馬のお惣菜噺（1986年11月、文化出版局）
- 金馬のいななき 噺家生活六十五年（2006年3月、朝日新聞社）

## 一門弟子
- 三代目三遊亭小金馬
- 五代目三遊亭金馬
- 三遊亭金八
- 三遊亭金也

### 廃業
- 三遊亭右京が見習いとして弟子だった。